# Natashquan (municipalité)
Pour les articles homonymes, voir Natashquan.
Natashquan est une municipalité du Québec située dans la municipalité régionale de comté de la Minganie et la région administrative de la Côte-Nord. Natashquan est le village natal de Gilles Vigneault, poète, auteur, compositeur, interprète, conteur, un artiste de renommée internationale qui a donné ses lettres de noblesse à ce village.
Natashquan provient du mot innu-aimun Nutashkuan qui a pour signification exacte « là où l’on chasse l’ours ».

## Histoire

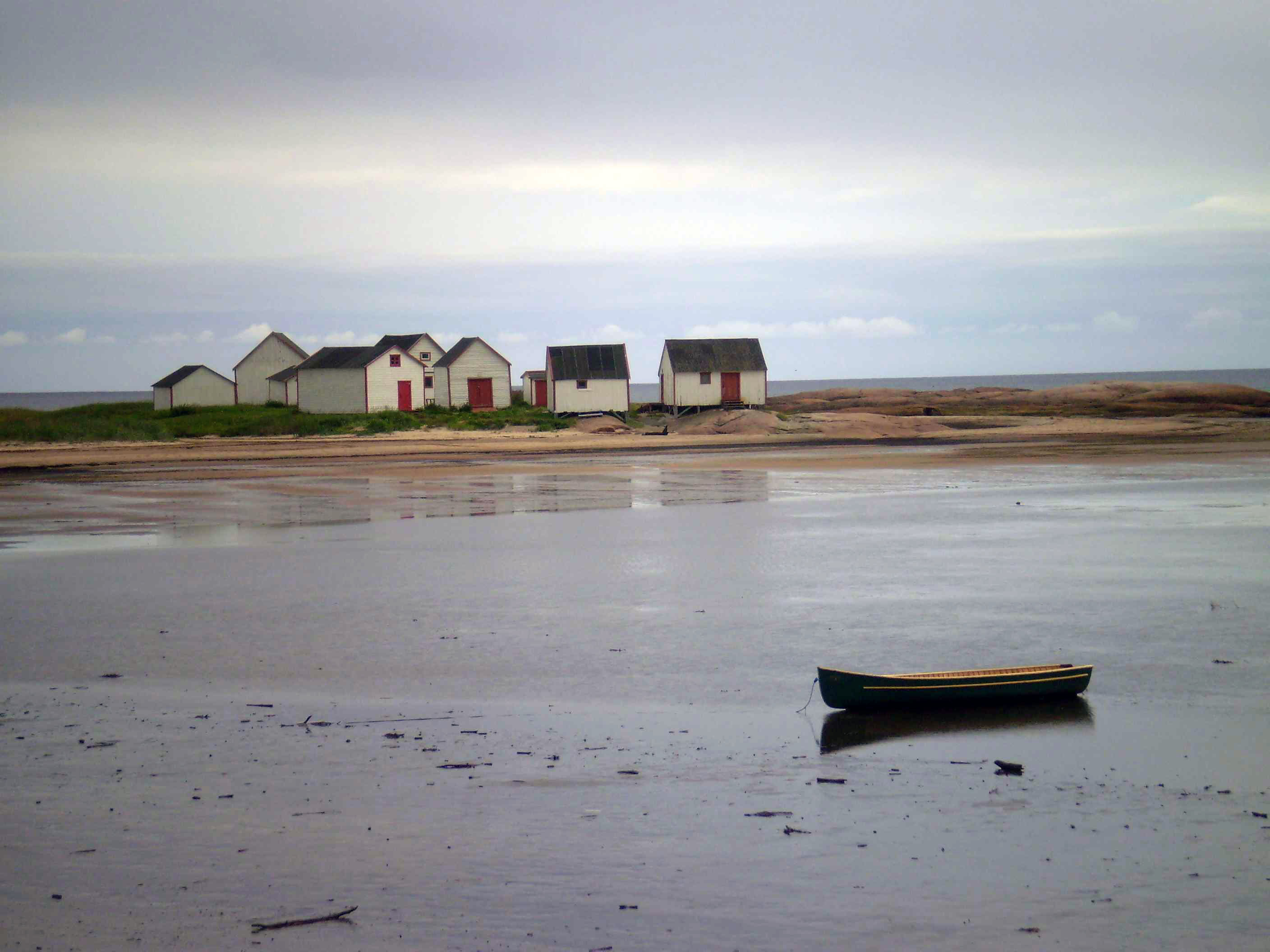
Symbole du village de Natashquan, les magasins du Galet sont d'anciennes cabanes de pêches, vieilles pour certaines de plus de 150 ans.

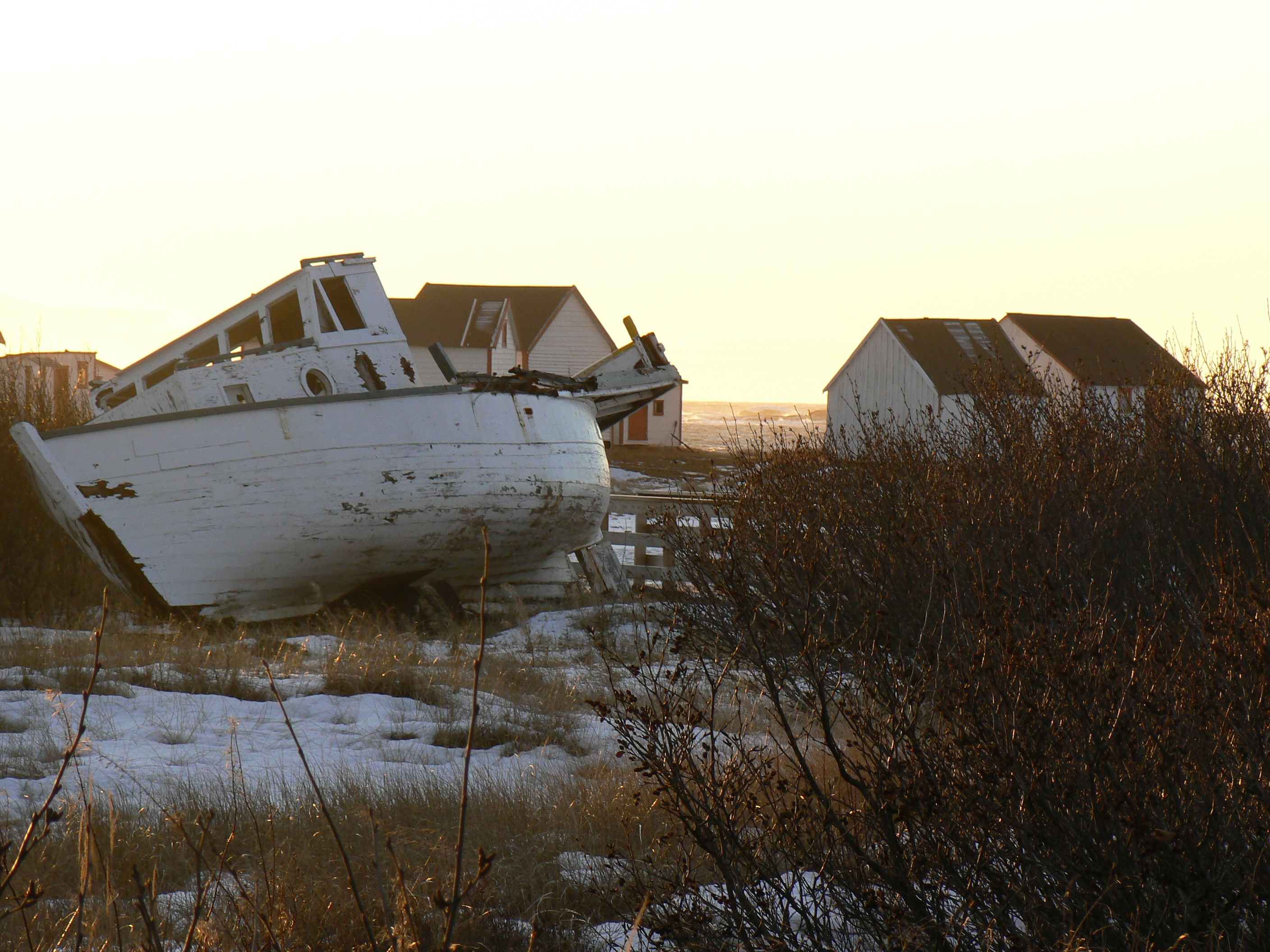
Vieux bateau du canton de Natashquan avec des cabanes de pêcheurs (magasins du Galet) à l'arrière-plan.

Le territoire de Natashquan est à l'origine fréquenté par les Innus. Vers 1710, un poste de traite est établi par les Français à l'embouchure de la rivière Noutascouan (ainsi appelée par les Amérindiens). Vers 1830, c'est la compagnie de la Baie d'Hudson qui exploite ce poste de traite. Il se fait régulièrement de la pêche à la morue au large des côtes.
En 1855, « une goélette nommée La Mouche, ayant à son bord une vingtaine de réfugiés de Havre-Aubert, accoste dans la baie de Natashquan. Ce sont des pêcheurs acadiens, assommés de taxes, qui proviennent des Îles-de-la-Madeleine. Ils s'installent de façon définitive dans cette baie, rêvant d'une vie meilleure,. Parmi ces gens, on trouve des Vigneault, des Cormier, des Chiasson, des Lapierre. Ils fondent ainsi la mission de Notre-Dame-de-Natashquan. L'année suivante, les Landry rejoignent le groupe déjà installé à Natashquan.
Ces gens vivent de la pêche à la morue, de chasse au loup-marin, de la trappe, de la fourrure. Un système de troc existe pour aider les gens à survivre.
Vers 1857-1858, trois compagnies de pêche s'installent à Natashquan, mais une seule s'implantera véritablement à l'ouest de la Petite Natashquan: celle des frères De La Perelle, des Jersiais (de l'Île anglo-normande Jersey). En effet, Edward et Elia De La Perelle quittent la compagnie Robin pour former leur propre société: ils fondent la De La Perelle Brothers et ils seront présents à Natashquan pendant huit ans (jusqu'en 1876.) Ils font surtout de la pêche à la morue et de la chasse au loup-marin. Cette compagnie sera en opération pendant plus de quatre-vingts ans.
Les habitants vivent les premières années, de 1855 à 1860, sans paroisse ni église. « Les premiers prêtres oblats, Charles Arnaud, Louis Babel ou encore l’abbé Jean-Baptiste Ferland, visitent régulièrement Natashquan dans leurs tournées missionnaires. ». En 1859, c'est le début de la construction d'un lieu de culte. L'église est construite par Hilaire Carbonneau, un bâtisseur qui construira plus tard le presbytère (1904) et l'école (1913). Les pionniers profitent du fait qu'une barque, le Flora, vient s'échouer sur les bancs de Natashquan pour récupérer le bois de l'épave, qui leur sert à construire des maisons, mais surtout l'église. L'année suivante, en 1860, un autre naufrage, celui du Bohemian, un voilier américain chargé de bois, profite encore aux habitants. La compagnie De la Perelle rachète la cargaison de bois de cette épave et celle-ci aide les pionniers à poursuivre la construction de leur église. Le 29 juin 1861, l'abbé François-Magloire Fournier, premier prêtre résidant à Natashquan bénit la chapelle qui porte le nom de Immaculée-Conception. C'est un lieu de prière et de rassemblement. Le prêtre Fournier écrit dans son rapport sur la mission de Natashquan en avril 1863: « Le dimanche, lorsque je suis présent à la mission, c’est toujours pour eux une grande joie d’assister à la messe qui est chantée par six chantres, enfants d’une dizaine d’années, que j’ai exercés durant les longs mois de l’hiver. Ils chantent déjà avec aplomb la messe royale, la messe double majeure… »
En 1869, le canton de Natashquan est proclamé. En 1872, « la population de Natashquan est de deux cent quarante-trois habitants »
En 1876, la compagnie de La Parelle change de mains: « Ainsi la compagnie De la Parelle fut achetée par les Robin en 1876... »
Natashquan est alors un grand centre de pêche, le plus animé de la Côte-Nord. Le premier magasin général du village est ouvert en 1882 par Alfred Vigneault et sert bien souvent de comptoir d'échange pour la nourriture et autres nécessités contre des fourrures et du poisson. En 1886, après des années difficiles où la pêche à la morue et la chasse au loup-marin sont presque nulles, une famine oblige des habitants (32 familles) à quitter Natashquan pour aller s'établir sur des terres comme agriculteurs à Saint-Théophile en Beauce, sous l'égide de l’abbé François-de-Borgia Boutin. Toutefois, plusieurs reviendront au village et la pêche reprendra.
En 1887, la Charles Robin and Company est achetée par les Collas et devient la Charles Robin, Collas and Company.
Les moyens de communication sont très restreints: ils se font par la voie de la mer. Puis, peu à peu, ils s'organisent. En effet, en 1890, le premier bureau de poste prend vie sous l'égide de Alfred Vigneault. En 1898 (une autre source dit 1896), la prolongation de la ligne télégraphique jusqu'à Natashquan permet au télégraphe d'entrer en fonction.
Du côté de l'éducation, en 1899, des religieuses de Notre-Dame-du-Bon-Conseil de Chicoutimi arrivent au village pour aider à l'éducation des enfants. (Ce sera vers 1913 que « L’instruction s’organise, tout d’abord dans la maison de Jean Vigneault, ensuite à la Vieille école, construite en 1913, et au couvent.)»
En 1903, arrivent à Natashquan les pères Eudistes, des Français. « C’est sous leur direction que les premiers conseils, municipal, scolaire et de fabrique, sont établis, que le service médical est assuré par la bienveillance du Ministère de la Santé de Québec, que d’autres améliorations de moindre importance mais indispensables sont faites dans la paroisse.».
En 1907, c'est la constitution de la municipalité du canton de Natashquan et le premier conseil municipal prend vie.
Le poste de traite opéré par la Compagnie de la Baie d'Hudson est abandonné en 1914. Du côté des communications, le travail se poursuit: le téléphone fait son apparition (le téléphone à cornet) en 1918.
En 1923, selon le site de la municipalité de Natashquan, le premier avion atterrit au village.
En 1953, le gouvernement fédéral crée la réserve amérindienne des Innus. C'est à la fin des années cinquante que l'électricité arrive progressivement dans les maisons. La télévision fera son apparition dans les années soixante-dix.
Au cours des années 1980, le village connaît le déclin de la pêche. Le 17 avril 1987, le phare de Natashquan est abandonné définitivement par le gouvernement fédéral.
Avant 1996, les moyens pour se rendre à Natashquan étaient par bateau ou par avion. Mais, en 1996, c'est l'inauguration officielle de la route 138, reliant Natashquan à Havre-Saint-Pierre et, ce faisant, au reste du Québec. La route 138 remplace de plus en plus le port de Natashquan pour le ravitaillement du village en produits de toutes sortes, dont les produits pétroliers. Cette route favorise la vocation touristique de Natashquan et de sa région. Mais, par le fait même, elle favorise aussi l'exode de se habitants.
Le village de Natashquan est, d'après son maire actuel, un « lieu de rencontre entre Acadiens et Innus, [...] un village unique au riche passé et à l'avenir prometteur. » 
Aujourd'hui, le village mise sur la culture, l'industrie touristique et la pêche.

Le 18 juin 2016, la municipalité du canton de Natashquan change son statut pour celui de municipalité.

## Géographie
Natashquan est reliée depuis 1996 au réseau routier provincial, via la route 138. « Natashquan, le pays raconté » par le poète chansonnier Gilles Vigneault, a d'abord été celui des Innus, qui forment avec les Acadiens du village un coin que l'on a surnommé l'Innucadie.
Les deux communautés, Natashquan et Nutashquan, sont réunies par un long croissant sablonneux, la baie de Natashquan.
Port d'embarquement pour rejoindre les agglomérations isolées de la Basse-Côte-Nord à bord d'une desserte maritime hebdomadaire, le village vivait autrefois de la pêche. Il attire de plus en plus le tourisme. Une promenade de bois « Le Parcours des Anciens » permet de longer le littoral.

### Les Galets
Construit sur une avancée rocheuse d'une centaine de mètres carrés, cet ancien port de pêche est formé d'une série de petits bâtiments appelés magasins du galet et de la grave. On y entreposait des articles de pêche et des accessoires pour les pêcheurs et le traitement du poisson. On comptait une trentaine de bâtiments au début du XXe siècle. Des vigneaux étaient installés pour le séchage de la morue. Avec le déclin de la pêche, le site est peu à peu délaissé. Il ne subsiste qu'une douzaine de bâtiments, classés site historique le 11 mai 2006.

### Climat
| Mois                                  | jan.       | fév.       | mars       | avril      | mai        | juin      | jui.      | août      | sep.      | oct.      | nov.       | déc.     | année           |
| ------------------------------------- | ---------- | ---------- | ---------- | ---------- | ---------- | --------- | --------- | --------- | --------- | --------- | ---------- | -------- | --------------- |
| Température minimale moyenne (°C)     | −19        | −18,1      | −12        | −3,9       | 1,3        | 6,3       | 10,3      | 9,9       | 5,7       | 0,3       | −5,6       | −13,7    | −3,2            |
| Température moyenne (°C)              | −13,5      | −12,7      | −7,1       | −0,3       | 5,5        | 10,7      | 14,4      | 14,1      | 10        | 4,2       | −1,9       | −9       | 1,2             |
| Température maximale moyenne (°C)     | −8         | −7,2       | −2,2       | 3,4        | 9,7        | 15        | 18,5      | 18,2      | 14,2      | 8,1       | 1,9        | −4,3     | 5,6             |
| Record de froid (°C) date du record   | −42,8 1991 | −37,2 1934 | −33,7 1997 | −22,5 1994 | −12,8 1943 | −3,9 1942 | 1,1 1921  | −1,1 1934 | −7,8 1942 | −15 1974  | −25,6 1933 | −35 1942 | −42,8 17/1/1991 |
| Record de chaleur (°C) date du record | 8,2 1979   | 7,5 2010   | 12,8 1932  | 17,8 1942  | 23,9 1918  | 27,5 2003 | 29,1 2018 | 28,3 1925 | 26,1 1942 | 19,9 2003 | 14,4 1931  | 9,4 1939 | 29,1 21/7/2018  |
| Ensoleillement (h)                    | 103,3      | 120,9      | 146,6      | 165,3      | 205,6      | 224       | 235,3     | 227,8     | 171,4     | 126       | 96,4       | 87,2     | 1 909,8         |
| Précipitations (mm)                   | 91,4       | 69,6       | 90,4       | 80,3       | 86,1       | 88        | 105,4     | 92,2      | 95        | 103,6     | 103,4      | 93,9     | 1 099,3         |
| dont neige (cm)                       | 79,5       | 61,2       | 67,7       | 30,8       | 4,1        | 0         | 0         | 0         | 0         | 5         | 34,9       | 72,3     | 355,5           |
| Nombre de jours avec précipitations   | 19,1       | 16,7       | 16,1       | 14,3       | 14,1       | 12,8      | 15        | 12,8      | 13,7      | 15,1      | 15,4       | 17,7     | 182,8           |
| Nombre de jours avec neige            | 18,7       | 15,7       | 14         | 8,8        | 1,5        | 0         | 0         | 0         | 0         | 2         | 9,2        | 16,1     | 86              |

| Diagramme climatique                                  |               |             |             |            |         |               |             |           |             |              |               |
| J                                                     | F             | M           | A           | M          | J       | J             | A           | S         | O           | N            | D             |
| −8−1991,4                                             | −7,2−18,169,6 | −2,2−1290,4 | 3,4−3,980,3 | 9,71,386,1 | 156,388 | 18,510,3105,4 | 18,29,992,2 | 14,25,795 | 8,10,3103,6 | 1,9−5,6103,4 | −4,3−13,793,9 |
| Moyennes : • Temp. maxi et mini °C • Précipitation mm |               |             |             |            |         |               |             |           |             |              |               |

## Démographie

### Population
| 1991 | 1996 | 2001 | 2006 | 2011 | 2016 | 2021 |
| ---- | ---- | ---- | ---- | ---- | ---- | ---- |
| 380  | 356  | 366  | 264  | 277  | 263  | 262  |

### Langues
En 2021, sur une population de 265 habitants, Natashquan (CT) comptait 96,2 % de francophones et de % 3,8 d'innuphones (innu-aimun).

## Administration
Les élections municipales se font en bloc pour le maire et les six conseillers.
| Natashquan Maires depuis 2002                                                                                        |                        |         |          |
| Élection | Maire                  | Qualité | Résultat |
| 2002 | Jacques Landry         |         | Voir     |
| 2005 | Jacques Landry         | Voir    |          |
| 2009 | Jacques Landry         | Voir    |          |
| 2013 | André Barrette         |         | Voir     |
| 2017 | André Barrette         | Voir    |          |
| sept. 2020 | Marie-Claude Vigneault |         | Voir     |
| 2021 | Henri Wapistan         |         | Voir     |
| Élection partielle en italique Depuis 2005, les élections sont simultanées dans toutes les municipalités québécoises |                        |         |          |

## Évènements
Natashquan est un des rares endroits au Québec où se fête encore la Mi-Carême. La Mi-Carême, comme son nom l'indique, coupe en deux la période d'austérité menant à Pâques.
Chaque été, depuis 2006, Natashquan est l'hôte du Festival du conte et de la légende de l'Innucadie.+ Ce festival se veut du mouvement du renouveau du conte. C'est le rendez-vous de la musique, du conte, de la parole et de la culture. On y retrouve aussi de la danse. « Ce festival unique en son genre compte sur une programmation qui met en valeur la cohabitation plus que centenaire entre les Innus et les descendants des Acadiens dans ce coin de pays. ». M. Bernard Landry, ancien 1er ministre du Québec, en a été le président d'honneur en 2014.

## Communications
- Radio CKNA inc. (FM 104,1),
- Radio montagnaise de Natashquan
- Société canadienne des Postes
- Journal Communautaire Le Portageur,
- Centre d’Interprétation Le Bord du Cap
- Aéroport de Natashquan
- Relais Nordik inc. (transport maritime)

## Personnalités
- Gilles Vigneault est né à Natashquan
- Gabriel Landry, artiste peintre né à Chicoutimi en 1922
- Tobie Landry, artisan né à Natashquan.

## Hommages
- Gilbert Bécaud a interprété une chanson intitulée Natashquan
- Une rue de Natashquan est présente dans la ville de Québec depuis 2005.